# Ganímedes
Ganímedes (português europeu) ou Ganimedes (português brasileiro) (em grego: Γανυμήδης; romaniz.: Ganymédēs, de γάνος, transl. ganos, 'brilho'  + μήδεα, transl. médea, ambiguamente, 'astuto' ou genitais), na mitologia grega, era um príncipe de Troia, que Zeus levou para o Olimpo, para se tornar um copeiro dos deuses. Ele era filho de Tros e Calírroe, irmão de Ilo II e Assáraco. Nas imediações de Troia, o jovem cuidava dos rebanhos do pai, quando foi avistado por Zeus. Atordoado com a beleza do mortal, Zeus transformou-se numa águia e raptou-o. Ele passou a ser o copeiro dos deuses, Homero relata:
| “ | Ganímedes foi o mais encantador nascido da raça dos mortais, e, portanto, os deuses pegaram-no para si, para servir vinho a Zeus, por causa de sua beleza, então ele pode estar entre os imortais. | ” |

Ganimedes foi levado ao Olimpo e, apesar do ódio de Hera, substituiu a deusa Hebe e passou a servir o néctar aos deuses, bebida que oferece a imortalidade, derramando, depois, os restos sobre a terra, servindo aos homens. Em homenagem ao belíssimo jovem, Zeus colocou-o na constelação de Aquário. O símbolo do signo de aquário é um aguadeiro, que, em algumas versões, seria Ganimedes.
Segundo outra versão da lenda, Ganimedes foi raptado pela deusa Eos, a deusa do amanhecer, ao que tudo indica esta era a versão original da lenda, pois a deusa Eos, é representada em outras lendas fazendo o mesmo com outros jovens rapazes, pois havia sido enfeitiçada por Afrodite, com um desejo insaciável por fazer sexo com homens jovens. Essa versão é apresentada por escritores como Apolonio de Rodes.

## Etimologia
Sobre a etimologia da palavra Ganimedes Robert Graves propõe, em Os Mitos Gregos, que a palavra seja formada de duas palavras gregas: γανύησθαι (ganýesthai) que significa regozijar-se, estar repleto de alegria, e μῆδηα (médea) que quer dizer as partes pudendas do homem ou as suas nudezas, dando uma possível tradução como 'aquele que se regozija na virilidade'.  É também possível que o nome Ganimedes signifique "alegrar-se com o intelecto", com origem em ganu-, "regozijar-se," e mēd-, "mente."

## Representações
Uma das representações em Portugal do rapto de Ganímedes pode ser encontrada no Jardim de João Chagas, no Porto. É uma escultura de 1898 do escultor português António Fernandes de Sá.